# Nederlands kampioenschap shorttrack 2020
Het Nederlands kampioenschap  shorttrack 2020 werd op 4 en 5 januari gehouden in de Elfstedenhal in de stad Leeuwarden. Regerend wereldkampioene Suzanne Schulting heroverde haar titel bij de vrouwen, Sven Roes won ietwat verrassend bij de mannen. Het Nederlands kampioenschap shorttrack 2020 voor junioren vond plaats op 7 en 8 maart 2020, eveneens in Leeuwarden.

## Resultatenoverzicht
|                    | Goud               | Zilver             | Brons              |
| ------------------ | ------------------ | ------------------ | ------------------ |
| Mannen senioren    | Sven Roes          | Daan Breeuwsma     | Dylan Hoogerwerf   |
| Vrouwen senioren   | Suzanne Schulting  | Rianne de Vries    | Lara van Ruijven   |
| Jongens junioren A | Niels Kingma       | Jens van 't Wout   | Steyn Land         |
| Meisjes junioren A | Xandra Velzeboer   | Michelle Velzeboer | Anne Floor Otter   |
| Jongens junioren B | Jenning de Boo     | Jari van Polen     | Mans Boskamp       |
| Meisjes junioren B | Diede van Oorschot | Esmee Roes         | Nikki Noordergraaf |
| Jongens junioren C | Niels Bergsma      | Bas van der Valk   | Stan Rijksen       |
| Meisjes junioren C | Angel Daleman      | Zoë Deltrap        | Suze Kingma        |

## Mannen

### Afstandsmedailles
| Onderdeel | Goud             | Zilver         | Brons            |
| --------- | ---------------- | -------------- | ---------------- |
| 500m      | Dylan Hoogerwerf | Itzhak de Laat | Jens van 't Wout |
| 1000m     | Daan Breeuwsma   | Sven Roes      | Friso Emons      |
| 1500m     | Sven Roes        | Daan Breeuwsma | Friso Emons      |
| 3000m     | Jens van 't Wout | Sven Roes      | Dylan Hoogerwerf |

### Puntenklassement
| #      | Schaatser         | 1500m | 500m | 1000m | 3000m | Afstandspunten | Finalepunten |
| ------ | ----------------- | ----- | ---- | ----- | ----- | -------------- | ------------ |
| Goud   | Sven Roes         | 1     | 7    | 2     | 2     |                | 78           |
| Zilver | Daan Breeuwsma    | 2     | 10   | 1     | 4     |                | 63           |
| Brons  | Dylan Hoogerwerf  | 5     | 1    | 6     | 3     |                | 55           |
| 4      | Jens van 't Wout  | 14    | 3    | 5     | 1     |                | 52           |
| 5      | Itzhak de Laat    | 4     | 2    | 4     | 7     |                | 39           |
| 6      | Friso Emons       | 3     | 8    | 3     | 5     |                | 32           |
| 7      | Dennis Visser     | 7     | 5    | 9     | 6     |                | 10           |
| 8      | Hugo Bosma        | 8     | 4    | 17    | 8     |                | 10           |
| 9      | Bram Steenaart    | 6     | 9    | 7     |       | 22             | 5            |
| 10     | Melle van 't Wout | 15    | 6    | 8     |       | 29             | 4            |

## Vrouwen

### Afstandsmedailles
| Onderdeel | Goud              | Zilver           | Brons            |
| --------- | ----------------- | ---------------- | ---------------- |
| 500m      | Suzanne Schulting | Yara van Kerkhof | Rianne de Vries  |
| 1000m     | Suzanne Schulting | Rianne de Vries  | Lara van Ruijven |
| 1500m     | Suzanne Schulting | Rianne de Vries  | Lara van Ruijven |
| 3000m     | Xandra Velzeboer  | Lara van Ruijven | Gioya Lancee     |

### Puntenklassement
| #      | Schaatser          | 1500m | 500m | 1000m | 3000m | Afstandspunten | Finalepunten |
| ------ | ------------------ | ----- | ---- | ----- | ----- | -------------- | ------------ |
| Goud   | Suzanne Schulting  | 1     | 1    | 1     | 7     |                | 105          |
| Zilver | Rianne de Vries    | 2     | 3    | 2     | 4     |                | 63           |
| Brons  | Lara van Ruijven   | 3     | 5    | 3     | 2     |                | 52           |
| 4      | Xandra Velzeboer   | 5     | 10   | 4     | 1     |                | 47           |
| 5      | Yara van Kerkhof   | 8     | 2    | 9     | 6     |                | 27           |
| 6      | Gioya Lancee       | 4     | 6    | 8     | 3     |                | 25           |
| 7      | Michelle Velzeboer | 6     | 4    | 5     | 5     |                | 18           |
| 8      | Anne Floor Otter   | 7     | 7    | 7     | 8     |                | 7            |
| 9      | Georgie Dalrymple  | 16    | 9    | 6     |       | 31             | 3            |
| 10     | Marijn Wiersma     | 15    | 8    | 10    |       | 33             | 1            |